# 베스트 히트 USA
베스트 히트 USA(ベストヒットUSA)는 일본의 텔레비전 및 라디오의 음악 프로그램이다. 미국의 라디오, 레코드 및 빌보드의 데이터를 바탕으로 한 독자적인 히트 차트를 소개하고 있다.
1981년부터 1989년까지 TV 아사히 외에서 방송된 후, 1993년의 라디오에서의 재개, CS국등에서의 다른 타이틀로의 사실상의 TV판 재개등을 거쳐, 2003년에 BS 아사히 외에서 TV판의 방송을 재개했다. 사회(VJ)는 1회부터 일관해 코바야시 카츠야가 맡고 있다.